# Отвей (Огайо)
Отвей (англ. Otway) — селище (англ. village) в США, в окрузі Сайото штату Огайо. Населення — 92 особи (2020).

## Географія
Отвей розташований за координатами 38°51′54″ пн. ш. 83°11′18″ зх. д. / 38.86500° пн. ш. 83.18833° зх. д. (38.864932, -83.188227).  За даними Бюро перепису населення США в 2010 році селище мало площу 0,54 км², з яких 0,53 км² — суходіл та 0,01 км² — водойми.

## Демографія
Згідно з переписом 2010 року, у селищі мешкало 87 осіб у 39 домогосподарствах у складі 26 родин. Густота населення становила 161 особа/км².  Було 52 помешкання (96/км²).
Расовий склад населення:
| - 94,3 % — білих - 3,4 % — корінних американців |

До двох чи більше рас належало 2,3 %. Частка іспаномовних становила 0,0 % від усіх жителів.
За віковим діапазоном населення розподілялося таким чином: 18,4 % — особи молодші 18 років, 62,1 % — особи у віці 18—64 років, 19,5 % — особи у віці 65 років та старші. Медіана віку мешканця становила 40,5 року. На 100 осіб жіночої статі у селищі припадало 67,3 чоловіків;  на 100 жінок у віці від 18 років та старших — 69,0 чоловіків також старших 18 років.
За межею бідності перебувало 53,1 % осіб, у тому числі 82,9 % дітей у віці до 18 років та 7,7 % осіб у віці 65 років та старших.
Цивільне працевлаштоване населення становило 24 особи. Основні галузі зайнятості: виробництво — 37,5 %, освіта, охорона здоров'я та соціальна допомога — 25,0 %, будівництво — 16,7 %.